# Шнайдер, Вильгельм Готлиб
Вильгельм Готлиб Шнайдер — немецкий энтомолог, ботаник и миколог.
В 1838 году окончил университет в Бреслау. В 1843 году получил докторскую степень, защитив диссертацию о роде Rhaphidia.
Описал 9 новых видов стрекоз, из них в настоящее время признано пять: Cordulegaster insignis, Caliaeschna microstigma, Onychogomphus assimilis, Onychogomphus flexuosus и Orthetrum taeniolatum. В честь учёного назван вид стрекоз Gomphus schneiderii.